# Derek Morris
Derek Morris, född 24 augusti 1978 i Edmonton, Alberta, är en kanadensisk professionell ishockeyspelare som spelar för Phoenix Coyotes i NHL.
Morris har tidigare representerat NHL-klubbarna Calgary Flames, Colorado Avalanche, New York Rangers och Boston Bruins.

## Statistik

### Klubbkarriär
| 1995–96    | Regina Pats        | WHL        | 67   | 8  | 44  | 52  | 70  | 11 | 1 | 7  | 8  | 26 |
| 1996–97    | Regina Pats        | WHL        | 67   | 18 | 57  | 75  | 180 | 5  | 0 | 3  | 3  | 9  |
| 1996–97    | Saint John Flames  | AHL        | 7    | 0  | 3   | 3   | 7   | 5  | 0 | 3  | 3  | 7  |
| 1997–98    | Calgary Flames     | NHL        | 82   | 9  | 20  | 29  | 88  | —  | — | —  | —  | —  |
| 1998–99    | Calgary Flames     | NHL        | 71   | 7  | 27  | 34  | 73  | —  | — | —  | —  | —  |
| 1999–2000  | Calgary Flames     | NHL        | 78   | 9  | 29  | 38  | 80  | —  | — | —  | —  | —  |
| 2000–01    | Saint John Flames  | AHL        | 3    | 1  | 2   | 3   | 2   | —  | — | —  | —  | —  |
| 2000–01    | Calgary Flames     | NHL        | 51   | 5  | 23  | 28  | 56  | —  | — | —  | —  | —  |
| 2001–02    | Calgary Flames     | NHL        | 61   | 4  | 30  | 34  | 88  | —  | — | —  | —  | —  |
| 2002–03    | Colorado Avalanche | NHL        | 75   | 11 | 37  | 48  | 68  | 7  | 0 | 3  | 3  | 6  |
| 2003–04    | Colorado Avalanche | NHL        | 69   | 6  | 22  | 28  | 47  | —  | — | —  | —  | —  |
| 2003–04    | Phoenix Coyotes    | NHL        | 14   | 0  | 4   | 4   | 2   | —  | — | —  | —  | —  |
| 2005–06    | Phoenix Coyotes    | NHL        | 53   | 6  | 21  | 27  | 54  | —  | — | —  | —  | —  |
| 2006–07    | Phoenix Coyotes    | NHL        | 82   | 6  | 19  | 25  | 115 | —  | — | —  | —  | —  |
| 2007–08    | Phoenix Coyotes    | NHL        | 82   | 8  | 17  | 25  | 83  | —  | — | —  | —  | —  |
| 2008–09    | Phoenix Coyotes    | NHL        | 57   | 5  | 7   | 12  | 24  | —  | — | —  | —  | —  |
| 2008–09    | New York Rangers   | NHL        | 18   | 0  | 8   | 8   | 16  | 7  | 0 | 2  | 2  | 0  |
| 2009–10    | Boston Bruins      | NHL        | 58   | 3  | 22  | 25  | 26  | —  | — | —  | —  | —  |
| 2009–10    | Phoenix Coyotes    | NHL        | 18   | 1  | 3   | 4   | 11  | 7  | 1 | 3  | 4  | 11 |
| 2010–11    | Phoenix Coyotes    | NHL        | 77   | 5  | 11  | 16  | 58  | —  | — | —  | —  | —  |
| 2011–12    | Phoenix Coyotes    | NHL        | 59   | 2  | 9   | 11  | 38  | 16 | 2 | 4  | 6  | 24 |
| NHL totalt | NHL totalt         | NHL totalt | 1005 | 87 | 309 | 396 | 927 | 37 | 3 | 12 | 15 | 41 |